# AEC Regent III
AEC Regent III – autobus piętrowy produkowany przez brytyjskie przedsiębiorstwo AEC. Zaprezentowany w 1947 roku, pojazd był następcą produkowanego tuż po zakończeniu II wojny światowej modelu AEC Regent II.
Regent III bazował na zaprojektowanym specjalnie dla Londynu autobusie AEC Regent III RT. Prace projektowe nad RT zaczęto w 1937 roku, produkcja seryjna rozpoczęła się w 1939 roku, następnie wstrzymana podczas wojny, została wznowiona w 1946 roku. Początkowo Regent III dostępny był w tej samej konfiguracji co RT – z silnikiem Diesla 9,6 l, hamulcami pneumatycznymi i preselekcyjną skrzynią biegów. Z czasem w ofercie pojawił się silnik o pojemności 7,7 l, hamulce próżniowe oraz ręczna skrzynia biegów. Nadwozia autobusów produkowane były m.in. przez przedsiębiorstwa Park Royal Vehicles, Metro Cammell Weymann oraz Charles H. Roe.
Choć autobus produkowany był z myślą o wykorzystaniu poza stolicą, 76 egzemplarzy zostało zakupionych przez London Transport do obsługi linii przebiegających pod niskimi mostami (autobusy Regent III były o 36 cm niższe od ich londyńskich odpowiedników). Autobusy te otrzymały oznaczenie RLH (Regent Low Height) i dostarczone zostały w latach 1950-1952. Pojazdy tego typu zniknęły z ulic Londynu w 1971 roku.
W 1954 roku zaprezentowany został następca autobusu – AEC Regent V.